# Kibuc
Kibuc (hebrejski: קיבוץ), društvena komuna u Izraelu. Iako komune postoje i u drugim zemljama, nijedna nije odigrala tako važnu ulogu kao što su kibuci u Izraelu. Dapače, oni su odigrali vitalnu ulogu u stvaranju Izraela.

## Broj kibuca i njihovih stanovnika
| Godina                                                                   | Broj stanovnika | Broj kibuca |
| ------------------------------------------------------------------------ | --------------- | ----------- |
| 1910.                                                                    | 10              | 1           |
| 1920.                                                                    | 805             | 12          |
| 1940.                                                                    | 26.554          | 82          |
| 1950.*                                                                   | 66.708          | 214         |
| 1970.                                                                    | 85.110          | 229         |
| 1990.                                                                    | 125.100         | 270         |
| 2001.                                                                    | 115.500         | 267         |
| * Nakon osnivanja države Izrael 1949. godine osnovano je 50 novih kibuca |                 |             |